# Estación de Colón
Colón es una estación de la línea 4 del Metro de Madrid situada bajo la calle Génova, próxima a la plaza del mismo nombre, entre los barrios de Justicia (distrito Centro) y Almagro (distrito Chamberí), aunque también presta servicio al barrio de Recoletos (distrito Salamanca).

## Historia
La estación abrió al público el 23 de marzo de 1944 formando parte del primer tramo de la línea 4 entre las estaciones de Argüelles y Goya. Tuvo una conexión con la estación de Recoletos pero esta correspondencia fue clausurada.
Permaneció cerrada entre el 13 de enero y el 6 de marzo de 2020 por obras en la línea.

## Accesos
Vestíbulo Colón
- Génova, impares C/ Génova, 29 (próximo a Pza. de Colón)
- Génova, pares C/ Génova, 28 (próximo a C/ Marqués de la Ensenada).
- Museo Abierto según horario del Museo Acceso subterráneo al Museo de Cera en el pasillo del Acceso Génova, pares

## Líneas y conexiones

### Metro
| << cabecera | < estación      | línea | estación > | cabecera >>        |
| ----------- | --------------- | ----- | ---------- | ------------------ |
| Argüelles   | Alonso Martínez |       | Serrano    | Pinar de Chamartín |

### Cercanías
| procedencia/destino                              | < estación         | Línea | estación > | destino/procedencia |
| ------------------------------------------------ | ------------------ | ----- | ---------- | ------------------- |
| Chamartín                                        | Nuevos Ministerios |       | Atocha     | Guadalajara         |
| Príncipe Pío                                     | Nuevos Ministerios |       | Atocha     | Alcalá de Henares   |
| Cercedilla                                       | Nuevos Ministerios |       | Atocha     | Guadalajara         |
| Santa María de la Alameda-Peguerinos El Escorial | Nuevos Ministerios |       | Atocha     | Guadalajara         |
| Chamartín                                        | Nuevos Ministerios |       | Atocha     | Villalba            |

### Autobuses

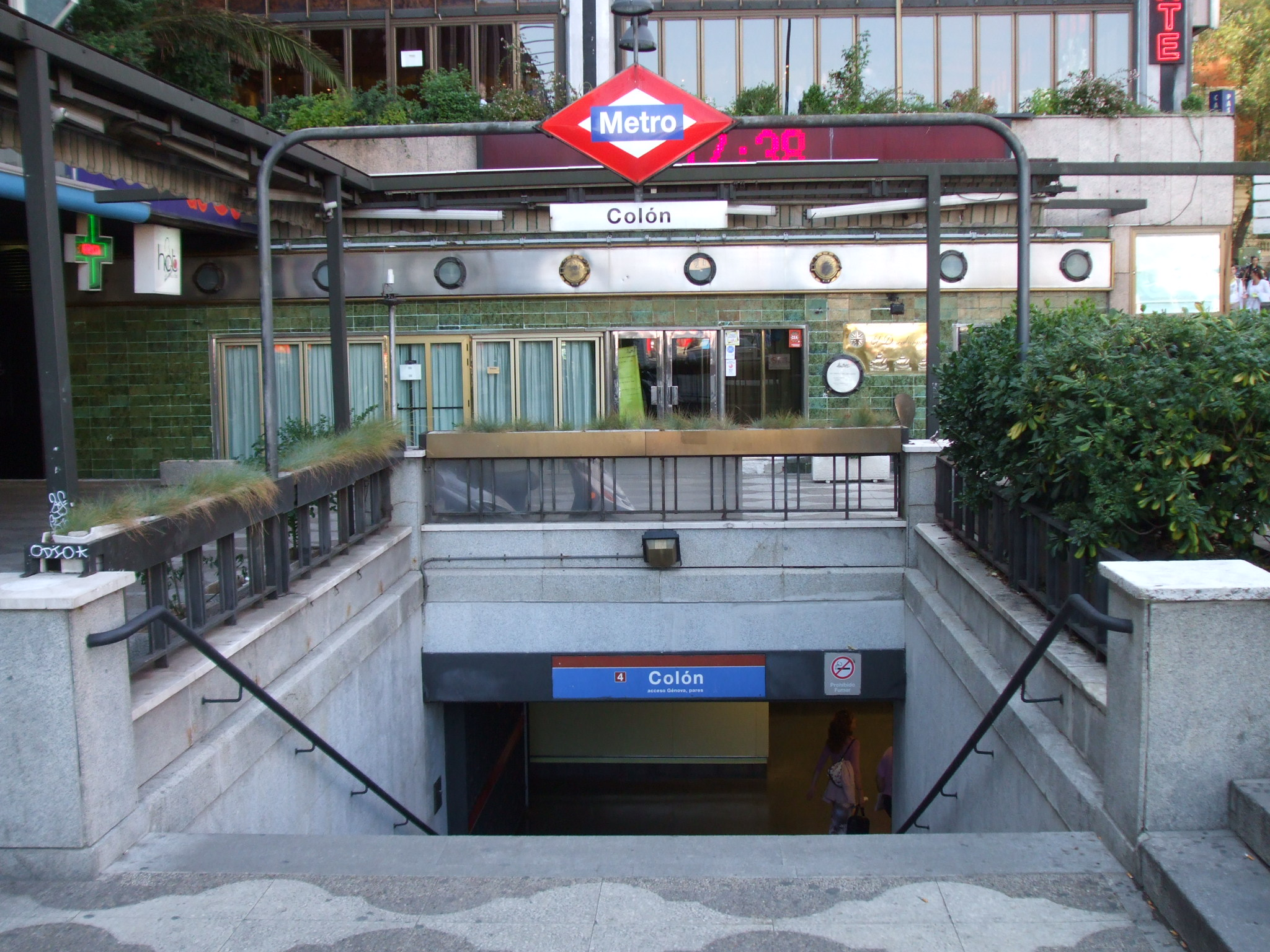
Acceso Génova, pares junto al Museo de Cera.

| Diurnos   |                              |                                  |
| Línea     | Destino                      | Parada                           |
| 5         | Sol / Sevilla                | 63 COLÓN (Pº Castellana, 1)      |
| 14        | Conde de Casal               | 63 COLÓN (Pº Castellana, 1)      |
| 27        | Embajadores                  | 63 COLÓN (Pº Castellana, 1)      |
| 45        | Legazpi                      | 63 COLÓN (Pº Castellana, 1)      |
| 150       | Sol / Sevilla                | 63 COLÓN (Pº Castellana, 1)      |
| 53        | Arturo Soria                 | 65 BIBLIOTECA NACIONAL           |
| 5         | Estación de Chamartín        | 66 COLÓN (Pº Castellana, 2)      |
| 14        | Avenida de Pío XII           | 66 COLÓN (Pº Castellana, 2)      |
| 27        | Plaza de Castilla            | 66 COLÓN (Pº Castellana, 2)      |
| 45        | Avenida de la Reina Victoria | 66 COLÓN (Pº Castellana, 2)      |
| 150       | Colonia Virgen del Cortijo   | 66 COLÓN (Pº Castellana, 2)      |
| 21        | Pº Pintor Rosales            | 1232 METRO COLÓN (C/ Génova, 27) |
| C03       | Argüelles                    | 1232 METRO COLÓN (C/ Génova, 27) |
| 53        | Sol / Sevilla                | 5626 BIBLIOTECA NACIONAL         |
| 21        | Bº El Salvador               | 5627 METRO COLÓN (C/ Génova)     |
| 37        | Puente de Vallecas           | 5627 METRO COLÓN (C/ Génova)     |
| C03       | Puerta de Toledo             | 5627 METRO COLÓN (C/ Génova)     |
| Nocturnos |                              |                                  |
| Línea     | Destino                      | Parada                           |
| N1        | Cibeles                      | 63 COLÓN                         |
| N22       | Cibeles                      | 63 COLÓN                         |
| N24       | Cibeles                      | 63 COLÓN                         |
| N25       | Villa de Vallecas            | 63 COLÓN                         |
| N26       | Aluche                       | 63 COLÓN                         |
| N1        | Sanchinarro                  | 66 COLÓN                         |
| N22       | Barrio de La Paz             | 66 COLÓN                         |
| N24       | Las Tablas                   | 66 COLÓN                         |
| N23       | Montecarmelo                 | 1232 METRO COLÓN                 |
| N25       | Alonso Martínez              | 1232 METRO COLÓN                 |
| N26       | Alonso Martínez              | 1232 METRO COLÓN                 |